# Oligosoma
Genre
Oligosoma est un genre de sauriens de la famille des Scincidae.

## Répartition
Les espèces de ce genre se rencontrent en Nouvelle-Zélande et dans les îles australiennes de Lord Howe et de Norfolk.

## Liste des espèces
Selon The Reptile Database (9 novembre 2017) :
- Oligosoma acrinasum (Hardy, 1977)
- Oligosoma aeneum (Girard, 1857)
- Oligosoma alani (Robb, 1970)
- Oligosoma burganae Chapple, Bell, Chapple, Miller, Daugherty & Patterson, 2011
- Oligosoma chloronoton (Hardy, 1977)
- Oligosoma elium Melzer, Bell & Patterson, 2017[3]
- Oligosoma fallai (McCann, 1955)
- Oligosoma grande (Gray, 1845)
- Oligosoma hardyi (Chapple, Patterson, Bell & Daugherty, 2008)
- Oligosoma homalonotum (Boulenger, 1906)
- Oligosoma inconspicuum (Patterson & Daugherty, 1990)
- Oligosoma infrapunctatum (Boulenger, 1887)
- Oligosoma judgei Patterson & Bell, 2009
- Oligosoma kokowai Melzer, Bell & Patterson, 2017[3]
- Oligosoma levidensum (Chapple, Patterson, Bell & Daugherty, 2008)
- Oligosoma lichenigera (O’Shaughnessy, 1874)
- Oligosoma lineoocellatum (Duméril, 1851)
- Oligosoma longipes Patterson, 1997
- Oligosoma maccanni (Hardy, 1977)
- Oligosoma macgregori (Robb, 1975)
- Oligosoma microlepis (Patterson & Daugherty, 1990)
- Oligosoma moco (Duméril & Bibron, 1839)
- Oligosoma nigriplantare (Peters, 1874)
- Oligosoma northlandi (Worthy, 1991)
- Oligosoma notosaurus (Patterson & Daugherty, 1990)
- Oligosoma oliveri (McCann, 1955)
- Oligosoma ornatum (Gray, 1843)
- Oligosoma otagense (McCann, 1955)
- Oligosoma pikitanga Bell & Patterson, 2008
- Oligosoma polychroma (Patterson & Daugherty, 1990)
- Oligosoma prasinum Melzer, Bell & Patterson, 2017[3]
- Oligosoma repens Chapple, Bell, Chapple, Miller, Daugherty & Patterson, 2011
- Oligosoma roimata Patterson, Hitchmough & Chapple, 2013
- Oligosoma smithi (Gray, 1845)
- Oligosoma stenotis (Patterson & Daugherty, 1994)
- Oligosoma striatum (Buller, 1871)
- Oligosoma suteri (Boulenger, 1906)
- Oligosoma taumakae Chapple & Patterson, 2007
- Oligosoma tekakahu Chapple, Bell, Chapple, Miller, Daugherty & Patterson, 2011
- Oligosoma toka Chapple, Bell, Chapple, Miller, Daugherty & Patterson, 2011
- Oligosoma townsi (Chapple, Patterson, Gleeson, Daugherty & Ritchie, 2008)
- Oligosoma waimatense (McCann, 1955)
- Oligosoma whitakeri (Hardy, 1977)
- Oligosoma zelandicum (Gray, 1843)

## Publication originale
- Girard, 1858 "1857" : Descriptions of some new Reptiles, collected by the US. Exploring Expedition under the command of Capt. Charles Wilkes, U.S.N. Fourth Part. Proceedings of the Academy of Natural Sciences of Philadelphia, vol. 9, p. 195-199 (texte intégral).